# Ernest Guiraud
Ernest Guiraud (New Orleans, 26 giugno 1837 – Parigi, 6 maggio 1892) è stato un compositore francese, particolarmente noto per aver composto i recitativi eseguiti nella Carmen di Bizet e ne Les contes d'Hoffmann di Offenbach.

## Biografia
Guiraud iniziò gli studi in Louisiana con il padre, Jean-Baptiste-Louis Guiraud, che aveva vinto il Prix de Rome nel 1827. All'età di 15 anni, scrisse un libretto su Re Davide da adattare ad una musica che lui e suo padre avevano trovato in un loro viaggio a Parigi. Il risultato fu  David, un'opera in tre atti, che ebbe un certo successo al Théâtre d'Orléans a New Orleans nel 1853.
Nel dicembre dello stesso anno, Guiraud tornò in Francia per continuare gli studi musicali. Studiò pianoforte con Marmontel e composizione con Halévy al Conservatoire de Paris. Molto premiato ancora studente, vinse un primo premio ad un concorso per pianoforte nel 1858. Vinse poi il Prix de Rome l'anno seguente, realizzando così un evento mai verificatosi; padre e figlio vinsero quel premio. Divenne intimo amico di Camille Saint-Saëns, Emile Paladilhe, Théodore Dubois, e specialmente di Georges Bizet.
Guiraud iniziò la sua carriera professionale scrivendo un'opera in un atto che venne eseguita come pezzo di apertura negli spettacoli pomeridiani. IL suo primo importante lavoro fu, Sylvie, la cui prima rappresentazione venne data all'Opéra Comique nel 1864. L'opera ebbe grande successo e contribuì a fargli ottenere grande reputazione nell'ambiente musicale parigino. Nell'agosto 1870, l'impatto dello scoppio della guerra franco-prussiana colpì Parigi mentre la sua opera Le Kobold era soltanto alla diciottesima replica. Tutti i teatri chiusero le programmazioni e Guiraud combatté nell'esercito francese fino alla fine della guerra nel 1871.
Anche se la principale occupazione di Guiraud fu la composizione di opere, molte di queste non furono dei successi. Madame Turlupin (1872) fu un successo che venne stemperato da un libretto vecchio stile. Piccolino, la sua opéra comique in tre atti venne data nel 1876 e rappresentò il culmine della sua carriera. Una bella sorrentino cantata da Célestine Galli-Marié, nota come Galli-Marié, ed un brillante ed efficace balletto intitolato Carnaval (un movimento dalla sua "First Orchestral Suite") consentì al lavoro una lunga serie di rappresentazioni. L'opera, comunque, non mai più ripresa.
Dopo la morte di Bizet, Guiraud raccolse le opere di Bizet e fece pubblicare ed eseguire la fortunata seconda suite tratta dalle musiche di scena per 'L'Arlésienne.
Guiraud è più famoso per aver composto i recitativi — lodati e criticati — che sostituirono i dialoghi parlati esistenti nella prima stesura dell'opera Carmen. Scrisse anche i recitativi per completare Les contes d'Hoffmann di Jacques Offenbach, lasciata incompiuta dall'autore. La versione di Guiraud fu molto popolare all'epoca ma non fu sempre eseguita in quanto Offenbach aveva lasciato un vasto materiale che venne utilizzato, da vari compositori, per ulteriori messe in scena dell'opera.
Il numero delle opere di Guiraud è abbastanza modesto, probabilmente per il suo desiderio di aiutare gli amici musicisti o anche per la sua carriera di docente. Fra le sue opere figurano il balletto Le Forgeron de Gretna Green, dato al Théâtre de l'Académie Royale de Musique (1873), Caprice per violino e orchestra (1885), e Chasse fantastique, un poema sinfonico (1887).
A partire dal 1876, Guiraud insegnò al Conservatoire de Paris. Egli fu uno dei fondatori della Société Nationale de Musique e autore di un eccellente trattato sulla strumentazione. Nel 1891, Guiraud venne eletto membro dell'Académie des beaux-arts e nominato professore di composizione al Conservatoire in sostituzione di Victor Massé. Il metodo di insegnamento di Guiraud per armonia (musica)|armonia e orchestrazione fu molto ben visto nei circoli musicali parigini. Le sue teorie musicali ebbero una forte influenza sulla musica di Claude Debussy, le cui note vennero pubblicate da Maurice Emmanuel nel suo libro dedicato a Pelléas et Mélisande. Paul Dukas, Erik Satie, Mel Bonis e André Gedalge figurarono fra i suoi allievi.
Guiraud dedicò gli anni dal 1891 al 1892 per completare l'orchestrazione di Kassya, un'opera in cinque atti di Léo Delibes. Il lavoro rimase comunque incompleto a seguito della sua improvvisa morte che lo colpì a Parigi all'età di 54 anni.

## Opere
- David, opera (3 atti, su un lavoro di A. Soumet & F. Mallefille: Le roi David), f.p. 14 aprile 1853, Théâtre d'Orléans, New Orleans, USA.
- Gli avventurieri, melodramma giocoso (1 atto), ms. 1861, non rappresentata.
- Sylvie, opéra comique (1 atto, da J. Adenis & J. Rostaing), f.p. 11 maggio 1864, Opéra Comique (Favart), Paris.
- Le coupe du roi de Thulé, opera (3 atti, L. Gallet & E. Blau), ms. 1869-69, non rappresentata.
- En prison, opéra comique (1 atto, T. Chaigneau & C. Boverat), f.p. 5 marzo 1869, Théâtre Lyrique, Paris.
- Le Kobold, opéra-ballet (1 atto, Gallet & Charles-Louis-Etienne Nuitter), f.p. 26 luglio 1870, Opéra Comique (Favart), Paris.
- Madame Turlupin, opéra comique (2 atti, E. Cormon & C. Grandvallet), f.p. 23 novembre 1872, Théâtre Athénée, Paris.
- Piccolino, opéra comique (3 atti, V. Sardou & Nuitter, su un lavoro di Sardou), f.p. 11 aprile 1876, Opéra Comique (Favart), Paris.
- Le feu, opera (E. Gondinet), incompleta, f.p. 9 marzo 1879, Paris.
- Galante Aventure, opéra comique (3 atti, L. Davyl & A. Silvestre), f.p. 23 marzo 1882, Opéra Comique (Favart), Paris.
- Frédégonde, dramma lirico (5 atti, Gallet, su un lavoro di A. Thierry: Les récits des temps mérovingiens), incompleta; Acts 1–3 orch. da Paul Dukas, Acts 4–5 & ballet completati da Camille Saint-Saëns; f.p. 18 dicembre 1895, Opéra, Paris.